# Dorfkirche Böhne

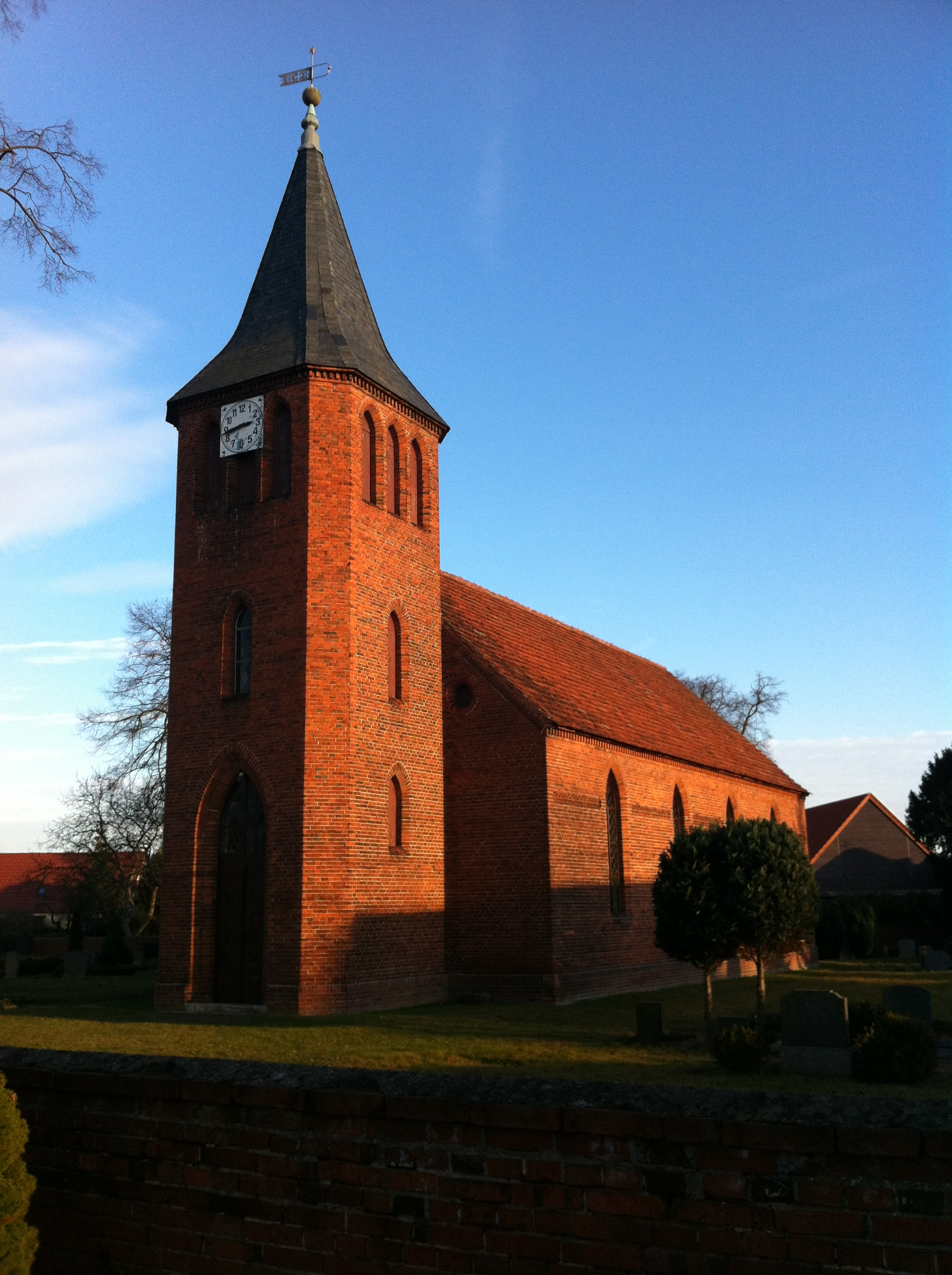
Dorfkirche in Böhne

Die evangelische Dorfkirche Böhne ist eine Saalkirche in Böhne, einem Ortsteil der Stadt Rathenow im brandenburgischen Landkreis Havelland. Die Kirchengemeinde gehört der evangelischen Kirchengemeinde Milow des Pfarrsprengels Rathenow im Kirchenkreis Nauen-Rathenow der Evangelischen Kirche Berlin-Brandenburg-schlesische Oberlausitz an. Das Gebäude, das westlich der Rathenower Straße im Böhner Ortskern steht, steht unter Denkmalschutz.

## Geschichte
Ein Vorgängerbau fiel einem Brand zum Opfer, bei dem durch einen mutigen Einwohner nur die Altarbibel, das Altarkreuz und zwei Leuchter gerettet werden konnten. Nach der Zerstörung folgte der Wiederaufbau der Kirche und es wurde angestrebt, das neue Kirchengebäude möglichst schnell zu errichten. Um dieses Ziel zu erreichen, griff das kirchliche Bauamt auf einen Trick zurück. Anstatt einen völlig neuen Kirchenbau zu entwerfen, griff man auf einen bereits vorhandenen und genehmigten Plan der Dorfkirche Kleinwusterwitz zurück, die im selben Jahr errichtet wurde. Den ersten Entwurf erarbeitete Regierungsbaurat Lücke aus Berlin. Dieser Entwurf wurde vom preußischen Geheimen Oberbaurat Karl Friedrich Schinkel redigiert.

## Beschreibung
Es handelt sich um eine neugotische Saalkirche aus roten Ziegeln, die im Jahr 1838 erbaut und 1988 renoviert wurde. Der Westturm des Gebäudes hat abgeschrägte Ecken und ein geschweiftes Pyramidendach. Im Inneren des Gebäudes befindet sich eine schlichte, klassizistische Hufeisenempore mit einem Orgelprospekt von Friedrich Wilhelm Wäldner aus Halle, der aus dem Jahr 1839 stammt. Die Orgel, die 2001 von der Firma Alexander Schuke restauriert wurde, steht gesondert unter Denkmalschutz. Das gilt auch für ein dreistimmiges Geläut aus Stahlguss, welches im Jahr 1870 vom Bochumer Verein für Bergbau und Gussstahlfabrikation gegossen wurde. Das mechanische Uhrwerk stammt aus dem Jahr 1839.